# Azorina vidalii
Azorina vidalii är en klockväxtart som först beskrevs av Hewett Cottrell Watson, och fick sitt nu gällande namn av Heinrich Feer. Azorina vidalii ingår i släktet Azorina och familjen klockväxter. Inga underarter finns listade i Catalogue of Life.

## Bildgalleri

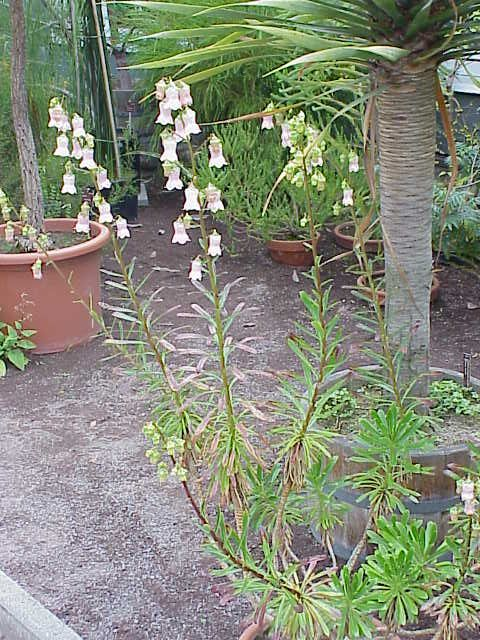
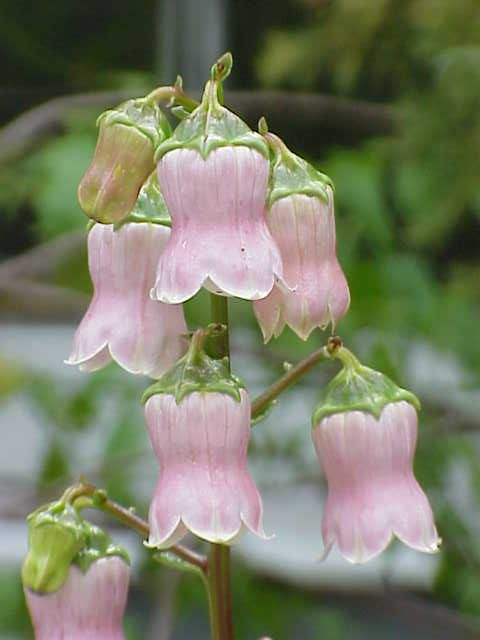
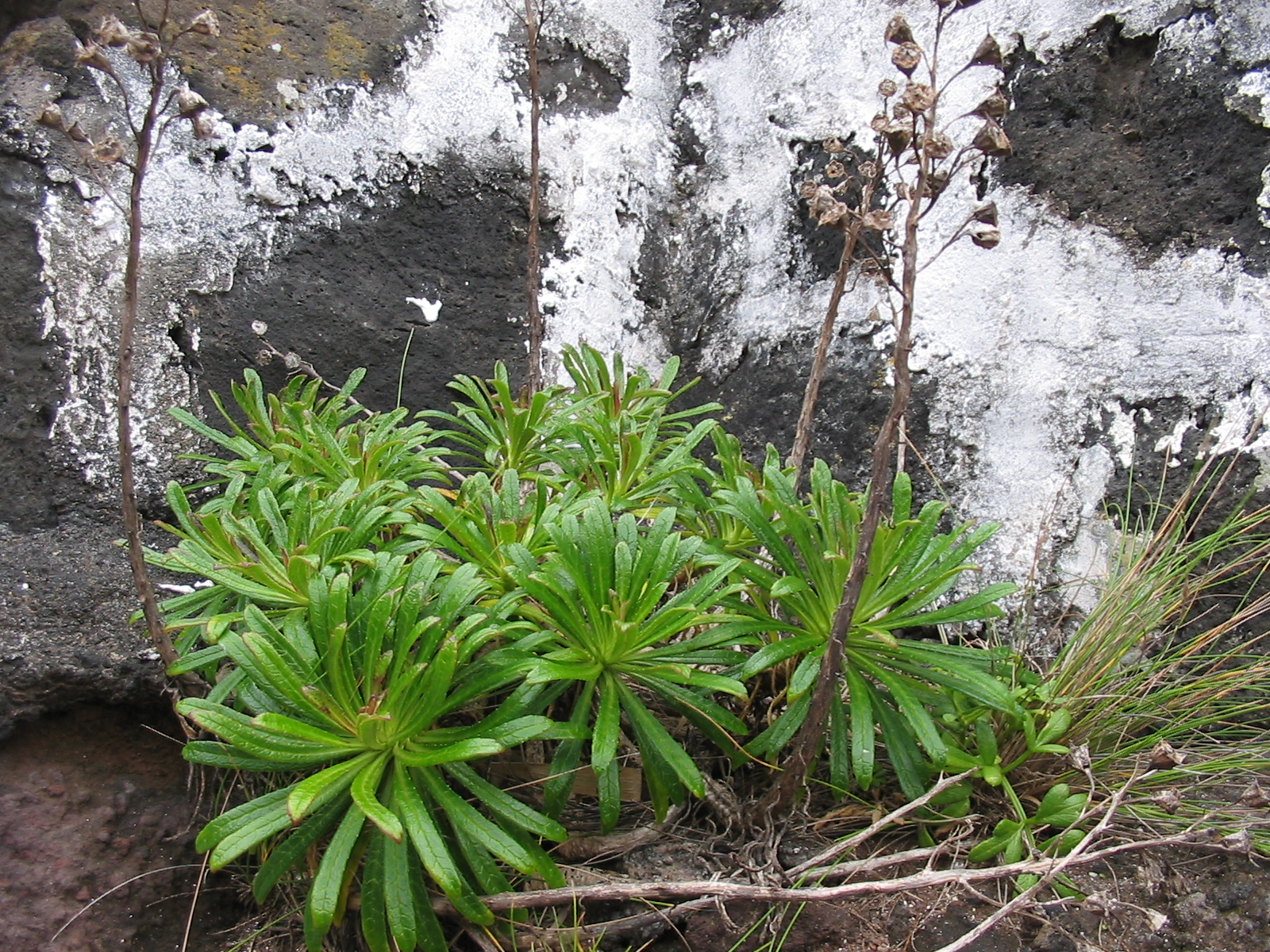
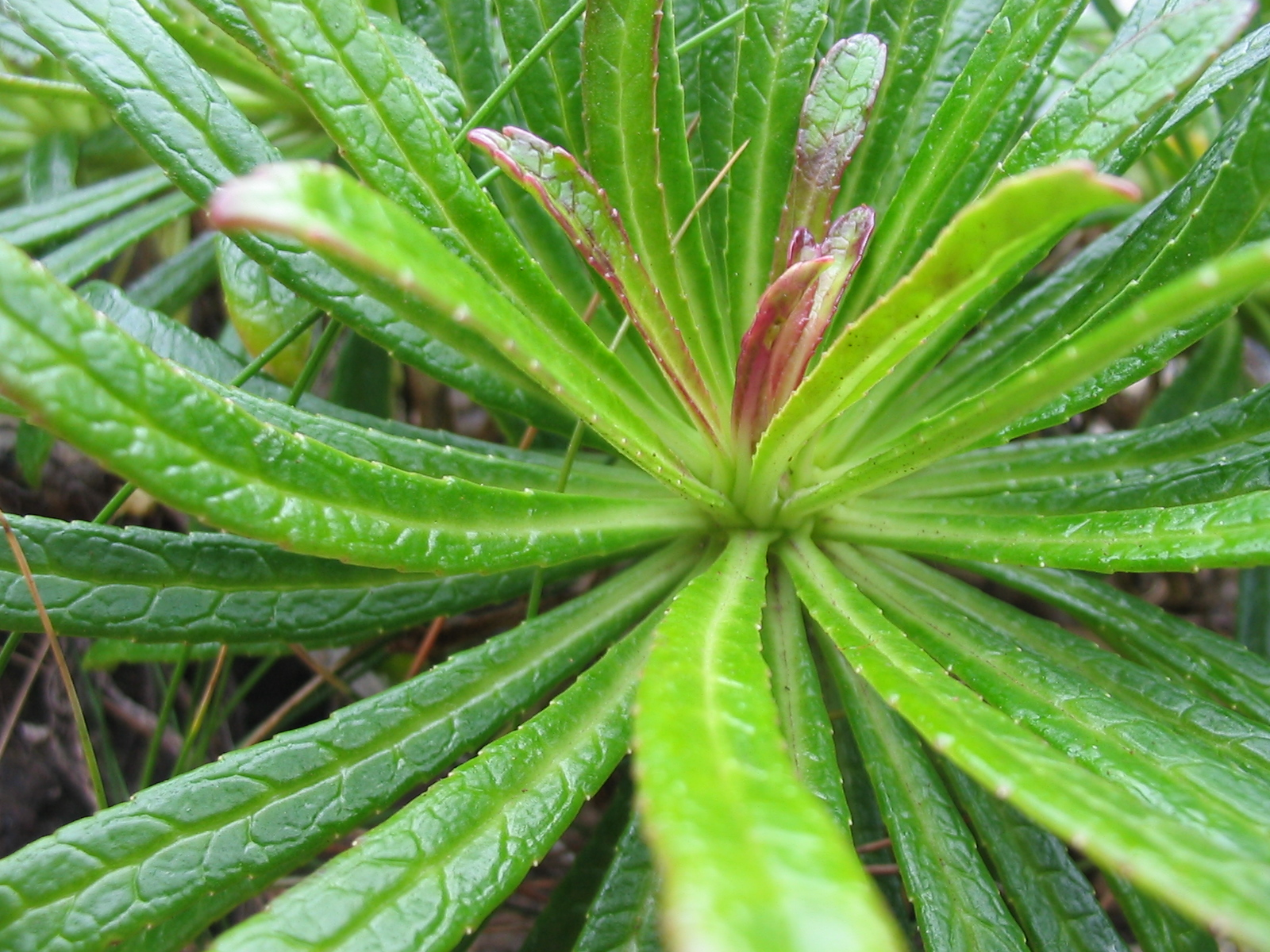
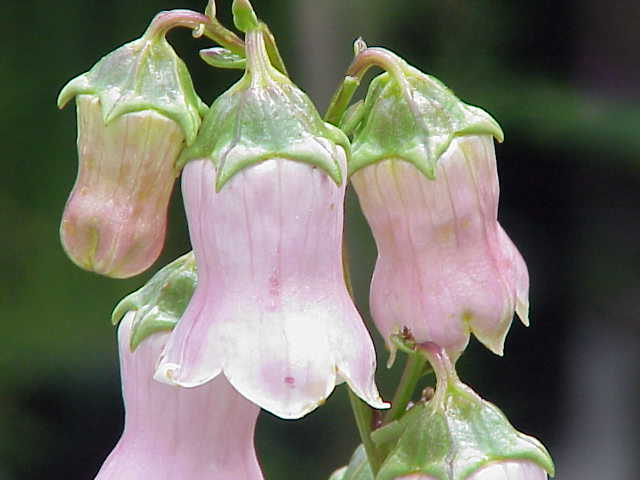
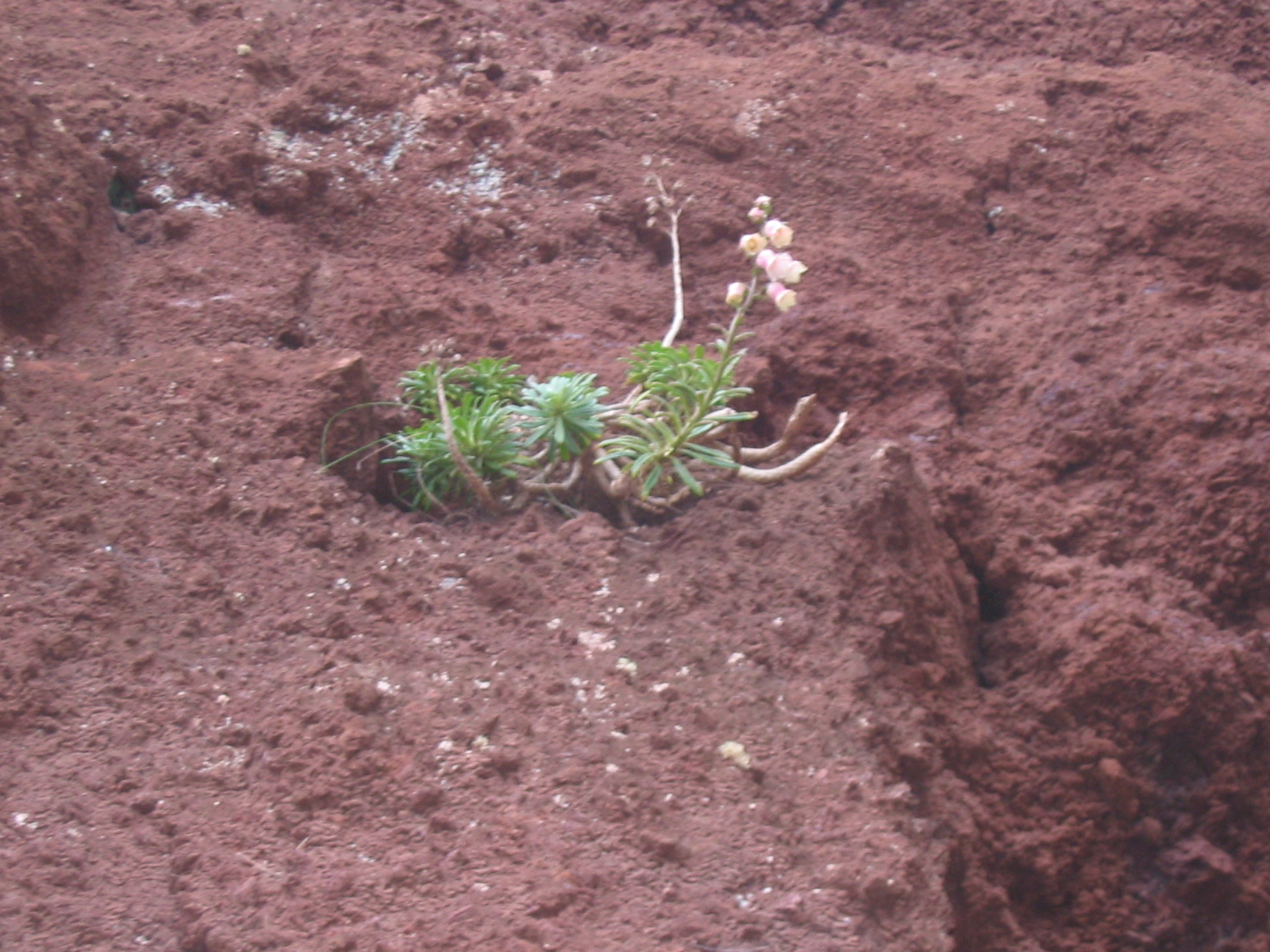